# パンアメリカンスポーツ機構
パンアメリカンスポーツ機構（パンアメリカンスポーツきこう、伯: Organização Desportiva Pan-Americana ODEPA 英: Pan American Sports Organization PASO、西: Organización Deportiva Panamericana ODEPA）は、アメリカ地域の国内オリンピック委員会（NOC）の集合組織。パンアメリカン競技大会等を主催している。本部はメキシコシティ。

## 加盟国
北アメリカ地域
- アメリカ合衆国（アメリカオリンピック委員会）
- カナダ
- メキシコ
- バミューダ

中央アメリカ地域
- パナマ
- コスタリカ
- ニカラグア
- グアテマラ
- エルサルバドル
- ホンジュラス
- ベリーズ

カリブ海地域
- キューバ
- ジャマイカ
- ドミニカ共和国
- ハイチ
- バハマ
- セントクリストファー・ネイビス
- アンティグア・バーブーダ
- ドミニカ国
- セントルシア
- バルバドス
- セントビンセント・グレナディーン
- グレナダ
- トリニダード・トバゴ
- プエルトリコ
- アメリカ領ヴァージン諸島
- イギリス領ヴァージン諸島
- アルバ
- ケイマン諸島

南アメリカ地域
- ブラジル
- アルゼンチン
- コロンビア
- ベネズエラ
- エクアドル
- ウルグアイ
- チリ
- ペルー
- パラグアイ
- ボリビア
- ガイアナ
- スリナム